# Word of Mouth (álbum de The Wanted)
Word of Mouth é o terceiro álbum de estúdio da banda britânica The Wanted, lançado a 1 de Novembro de 2013 através da Global Talent Music Recordings e Island Records. A sua produção decorreu entre 2011 e 2013, sendo que o grupo trabalhou com vários produtores, como Antonyo Smith, Steve Mac, Dr. Luke, Cirkut, Electric, Ki Fitzgerald, Chris Young, Gary Clark, Fraser T Smith, Harry Sommerdahl e Deekay. A divulgação do disco foi precedida pela promoção de cinco singles: "Chasing the Sun", "I Found You", "Walks like Rihanna", "We Own the Night" e "Show Me Love (America)".

## Alinhamento de faixas
| Edição padrão  |                          | |                                        |         |  |
| N.º            | Título                   | Compositor(es)                                                                                          | Produtor(es)                           | Duração |  |
| 1.             | "We Own the Night"       | Nasri Atweh, Adam Messinger, Nolan Lambroza                                                             | Adam Messinger, Nasri, Sir Nolan       | 3:26    |  |
| 2.             | "In the Middle"          | Dan McDougall, Charles André, Henrik Michelsen, Edvard Førre Erfjord                                    | Electric                               | 3:13    |  |
| 3.             | "Running Out of Reasons" | Andrew Harr, Jess Jackson, Kelly Sheehan, Jermaine Jackson, Dewain Whitmore, Justin Hersh, Jason Blaine | The Runners                            | 3:46    |  |
| 4.             | "I Found You"            | Steve Mac, Wayne Hector, Ina Wroldsen                                                                   | Steve Mac                              | 3:59    |  |
| 5.             | "Show Me Love (America)" | Sykes, Tim Woodcock, Kasper Larsen, Mich Hansen, Ole Brodersen                                          | Fraser T Smith                         | 3:18    |  |
| 6.             | "Walks like Rihanna"     | Lukasz Gottwald, Henry Walter, Andy Hill, Michelsen, Førre Erfjord                                      | Dr. Luke, Cirkut, Electric             | 3:22    |  |
| 7.             | "Summer Alive"           | Tom Parker, Gary Clark, Ki Fitzgerald, Chris Young                                                      | Gary Clark, Chris Young, Ki Fitzgerald | 3:05    |  |
| 8.             | "Love Sewn"              | Parker, McManus, Woodcock, Steve Robson                                                                 | Steve Robson                           | 4:23    |  |
| 9.             | "Glow in the Dark"       | Jaiden Roston, Tim McEwan, Sonny Mason                                                                  | Deekay                                 | 3:35    |  |
| 10.            | "Demons"                 | Jay McGuiness, Siva Kaneswaran, Woodcock, Robson, McManus                                               | Steve Robson                           | 3:14    |  |
| 11.            | "Could This Be Love"     | Max George, Jack McManus, Josh Wilkinson                                                                | Harry Sommerdahl                       | 3:08    |  |
| 12.            | "Everybody Knows"        | Steve Mac, Claude Kelly                                                                                 | Steve Mac                              | 3:39    |  |
| 13.            | "Heartbreak Story"       | George, McGuiness, McManus, James F. Reynolds, Ki Fitzgerald                                            | Ki Fitzgerald                          | 2:58    |  |
| 14.            | "Chasing the Sun"        | Antonyo Smith, Elliot Gleave                                                                            | Antonyo Smith                          | 3:15    |  |
| Duração total: | Duração total:           | Duração total:                                                                                          | Duração total:                         | 48:30   |  |

| Faixas bónus da edição deluxe |                    |                                                            |                              |         |  |
| N.º                           | Título             | Compositor(es)                                             | Produtor(es)                 | Duração |  |
| 15.                           | "If We're Alright" | Kaneswaran, Sonny J Mason, Jaiden Roston                   | Sonny J Mason                | 3:40    |  |
| 16.                           | "Only You"         | McGuiness, Paddy Dalton, Benny Scarrs, Ben Harrison        | Paddy Dalton                 | 3:45    |  |
| 17.                           | "Drunk on Love"    | Parker, McManus, Sommerdahl                                | Harry Sommerdahl             | 3:23    |  |
| 18.                           | "Read My Mind"     | Kaneswaran, Dalton, Duck Blackwell                         | Paddy Dalton, Duck Blackwell | 3:45    |  |
| 19.                           | "Satellite" (2012) | Ryan Tedder, Noel Zancanella, Ciara Cleary, E. Kidd Bogart | Ryan Tedder, Noel Zancanella | 3:02    |  |
| Duração total:                | Duração total:     | Duração total:                                             | Duração total:               | 66:05   |  |

## Desempenho nas tabelas musicais

### Posições
| Tabela musical (2013)              | Melhor posição |
| ---------------------------------- | -------------- |
| Bélgica - Ultratop 50 (Flandres)   | 86             |
| Bélgica - Ultratop 50 (Valónia)    | 89             |
| Escócia - Scottish Albums Chart    | 9              |
| Espanha - PROMUSICAE               | 31             |
| Estados Unidos - Billboard 200     | 17             |
| França - SNEP                      | 151            |
| Irlanda - IRMA                     | 10             |
| Japão - Oricon                     | 36             |
| Países Baixos - Mega Album Top 100 | 70             |
| Nova Zelândia - NZ Top 40 Albums   | 23             |
| Reino Unido - UK Albums Chart      | 9              |

## Histórico de lançamento
| País           | Data                  | Formato(s)           | Editora discográfica  |
| -------------- | --------------------- | -------------------- | --------------------- |
| Reino Unido    | 1 de Novembro de 2013 | CD, descarga digital | Island                |
| Irlanda        | 1 de Novembro de 2013 | Descarga digital     | Global Talent, Island |
| Países Baixos  | 1 de Novembro de 2013 | Descarga digital     | Global Talent, Island |
| Austrália      | 4 de Novembro de 2013 | Descarga digital     | Global Talent, Island |
| Brasil         | 4 de Novembro de 2013 | Descarga digital     | Global Talent, Island |
| Dinamarca      | 4 de Novembro de 2013 | Descarga digital     | Global Talent, Island |
| França         | 4 de Novembro de 2013 | CD, descarga digital | Island                |
| Portugal       | 4 de Novembro de 2013 | Descarga digital     | Global Talent, Island |
| Reino Unido    | 4 de Novembro de 2013 | CD, descarga digital | Island                |
| Canadá         | 5 de Novembro de 2013 | CD, descarga digital | Island                |
| Itália         | 5 de Novembro de 2013 | CD, descarga digital | Island                |
| Estados Unidos | 5 de Novembro de 2013 | CD, descarga digital | Island                |